# Держи удар, детка!
«Держи́ уда́р, де́тка!» — российская комедия Араика Оганесяна, снятая в 2016 году студией Левэл Фильм. Бюджет фильма составляет 60 000 000 руб. Мировая премьера и российская состоялась 6 октября 2016 года. Возрастное ограничение 18+.

## Сюжет
Главные героини две близняшки Света и Таня, но вот похожи они только внешностью. Мечтательная и женственная Света желает построить свою карьеру, а вот ее сестра Таня занимается спортом и видит себя в сборной России по боксу, но в какой-то момент она получает травму руки. Тане приходит в голову идея временно поменяться местами: Свете пройти медкомиссию, а в это время помочь сестре пройти собеседование. Для выполнения целей обеим девочкам нужно очень постараться. Не так легко оказалось поставить себя на место сестры, для этого им приходится учиться изменять свой характер. 

## В ролях
- Екатерина Владимирова — Татьяна и Светлана Богатырёвы, сёстры-близнецы
- Михаил Пореченков — отец Светланы и Татьяны Богатырёвых
- Рой Джонс — боксёр
- Даниил Вахрушев — Андрей Киселёв, однокурсник Светланы Богатырёвой
- Константин Крюков — Леонид А., неизвестный художник в стиле пост-нео-попарт, возлюбленный Татьяны
- Настасья Самбурская — Жанна, боксёрша в зале, влюблена в главного тренера
- Виталий Гогунский — Вадим Смирнов, недовольный телеведущий на новостном канале
- Виктор Хориняк — Владимир (Вова), помощник тренера Татьяны Богатырёвой, возлюбленный Светланы
- Теймураз Тания — Дмитрий Анатольевич, главный тренер Татьяны Богатырёвой, возлюбленный Жанны
- Юлия Такшина — Екатерина Викторовна, главный редактор на новостном канале
- Игорь Верник — Павел Геннадьевич, преподаватель на журфаке Светланы Богатырёвой
- Ольга Бузова — Ирина, подруга и однокурсница Светланы Богатырёвой
- Олег Верещагин — Харитон, учитель по самообороне, блогер
- Андрей Крыжний — гопник
- Анна Цуканова-Котт — Анастасия Белкова, боксёрша в зале
- Лилия Лаврова — подруга Светланы Богатырёвой
- Омар Алибутаев — красавчик
- Сергей Погосян — Сергей, врач
- Никита Абдулов — Сергей, боксёр из зала
- Александра Назарова — бабушка Леонида

## Критика
Кинокритик Евгений Ухов с Film.ru высоко оценил актёрскую игру Екатерины Владимировой и сценарий картины. Лариса Лялина из FashionTime отметила игру ведущей актрисы, юмор, и раскритиковала графику и небольшие нестыковки.

## Интересные факты
- В картине снялся знаменитый боксёр Рой Джонс, сыгравший самого себя. Это его первый опыт работы в российском кино.[3]
- Во время съёмок фильма «Держи удар, детка!» Настасья Самбурская участвовала в телепроекте  «Без страховки», где сильно травмировала ногу. Из-за этого некоторые сцены с её участием из сценария убрали, а сами съёмки были приостановлены.[4]
- Актриса Екатерина Владимирова до этого снималась лишь в эпизодических ролях. Она попала в фильм после того, как режиссёр Ара Оганесян увидел в интернете снятый ей любительский ролик, где девушка занимается боксом.[5]
- Так как Екатерина Владимирова одна играла близняшек, в совместных сценах пришлось прибегнуть к услугам дублёра.[6]
- Бюджет фильма составил 60 миллионов рублей, деньги были предоставлены частным инвестором.[7]